# Ел Волантин (Руиз)
Ел Волантин (шп. El Volantín) насеље је у Мексику у савезној држави Најарит у општини Руиз. Насеље се налази на надморској висини од 409 м.

## Становништво
Према подацима из 2010. године у насељу је живело 18 становника.

### Хронологија
| Година       | 2010 |
| ------------ | ---- |
| Становништво | 18   |

### Попис
| # | Индикатор                     | Вредност |
| - | ----------------------------- | -------- |
| 1 | Укупно домаћинстава           | 1        |
| 2 | Укупно насељених домаћинстава | 1        |
| 3 | Величина локације             | 1        |